# Daniel Mortenson
Daniel Mortenson, född 2 juni 1860 i Verdal, död 3 september 1924 i Røros, var en sydsamisk redaktör,  aktivist och renskötare. 
Mortenson föddes i en renskötarfamilj i Norge, men växte upp i Kall och Undersåker i Jämtland. Han utbildade sig till lärare i Östersund och arbetade som lärare i en sameskola mellan 1881 och 1886, varefter han återgick till rennäringen. 
År 1896 flyttade han till Nord-Trøndelag och år 1905 köpte han en gård i Elgå i Hedmark fylke som han drev parallellt med renskötseln.
De sydsamiska renskötarna sökte, förgäves stöd för sin sak inom arbetarrörelsen och därför  grundade Mortenson Søndre-Trondhjems Amts lappeforening år 1907.
År 1910 grundade han tidningen Waren Sardne (Rösten från fjället) som skulle bli ett organ för samernas och renskötarnas intressen. Tidningen utgavs i Røros 1910–1913 och 1922–1924 och efter Mortensons död drev hans son, Lars Danielsen, tidningen i några år.
Mortenson var aktiv under Samiska landsmötet 1917 i Trondheim där han i ett anförande angrep Felleslappeloven som reglerade renskötseln i Troms fylke i Norge och angränsande delar av Sverige. Efter en livlig debatt tillsatte mötet en rennäringskommitté som kom att påverka förslaget till 1919 års norska rennäringslag.